# Frančezarije
Frančezarije (prema tal. francesaria) su naziv za prijevode i prilagodbe Molièreovih komedija u Dubrovniku potkraj 17. i u prvoj polovici 18. stoljeća, kao i za ostala obilježja preuzimanja francuske kulture i umjetnosti u dubrovačkoj književnosti.
Od 34 Molièreove komedije, za dubrovačke su prilike prevedene i prilagođene njih 24. Rađene su isključivo za izvođenje na pozornici, a njihovi se stvaratelji uglavnom nisu potpisivali. Prilagodba njihovih prijevoda dubrovačkoj sredini ogleda se i u naslovima prijevoda: Jarac u pameti (Umišljeni rogonja), Tarto (Tartuffe), Ilija aliti Muž zabezočen (George Dandin), Nemoćnik u pameti (Umišljeni bolesnik), Andro Stitikeca (Škrtac).
Sva prevedena i prilagođena djela napisana su u prozi, uza samo četiri stihovane prijevodne iznimke: Don Garcija, Gospodarica od Elide, Amfitrion i Psike. Smatra se kako su nepotpisani prevoditelji s francuskog vjerojatno i izvodili prilagodbe u kazalištu.
Frančezarije se smatraju važnim izvorom dubrovačkog pučkog govora 17. i 18. stoljeća, jer su prilagodbe Molièreovih dramskih djela bile namijenjene širem gledateljstvu i samom puku.